# Храмова гадюка
Храмова гадюка (Tropidolaemus) — рід отруйних змій родини гадюкові. Має 5 видів. Інша назва «храмова куфія».

## Опис
Загальна довжина представників цього роду коливається від 75 см до 1,36 м. Голова пласка, трикутна. Тулуб кремезний. Луска сильно кілевата. Характеризуються відсутністю носових пір, верхньогубні щитки не межують з переднім краєм морди. Є чорні, коричневі, помаранчеві, жовті, зелені.

## Спосіб життя
Полюбляють тропічні ліси. Усе життя проводять на деревах. Активні вночі, інколи вдень. Харчується дрібними гризунами, ящірками, птахами й жабами.
Отрута не становить загрози життю людини.
Це яйцеживородні змії. Самиці народжують 12—41 дитинчат довжиною 12—15 см.

## Розповсюдження
Мешкають у південній та південно—східній Азії.

## Види
- Tropidolaemus huttoni
- Tropidolaemus laticinctus
- Tropidolaemus philippensis
- Tropidolaemus subannulatus
- Tropidolaemus wagleri